# چانگ‌وون
شهر چانگ‌وون (به کره‌ای: 창원) (به انگلیسی: Changwon) با جمعیت ۵۰۱٫۷۰۵ نفر در استان جیونگسانگنام جنوبی در کشور کره‌جنوبی واقع شده‌است.